# Intermezzo II
Intermezzo II ist die zweite EP der norwegischen Metal-Band Satyricon. Sie erschien 1999 und ist dem 1997 verstorbenen Bård Owe Haberland gewidmet, der laut der Widmung „wie ein Teufel lebte und wie ein Engel starb“ (eine Anspielung auf Venoms Live Like an Angel (Die Like a Devil)).

## Entstehung
Nemesis Divina wurde im Januar 1996 in den Waterfall Studios mit dem Toningenieur Kai Robøle für das gleichnamige Album aufgenommen, die übrigen Stücke im Januar 1999; A Moment of Clarity und INRI wurden in den Ambience Studios (Toningenieur: Mike Hartung) eingespielt, Blessed from Below (Melancholy/Oppression/Longing) in den Thorns Facilities durch  S.W. Krupp (Thorns) und Satyr. Gemastert wurde die EP von  Espen Berg und Satyr.

## Titelliste
Musik und Texte außer bei INRI von Satyr.
1. A Moment of Clarity – 6:40
2. INRI (Sarcófago-Cover) – 2:11
3. Nemesis Divina (Clean Vision Mix) – 5:16
4. Blessed from Below (Melancholy/Oppression/Longing) – 6:03

## Musikstil und Texte
Wolf-Rüdiger Mühlmann vom Rock Hard beschrieb Satyricons Vorgehen auf der EP als „kompromißlos, derb und ungeschliffen“, ohne den Bombast früherer Veröffentlichungen und stärker auf ihre Wurzeln im rohen Black Metal bezogen: „Messerscharfe, sägende Riffs, Blastbeat-Drumming (‚Inri‘ - eine Coverversion von Sarcofargo [sic!]) und markerschütterndes Kreischen“ sowie „schmutzige Rock'n'Roll-Elemente“ in A Moment of Clarity. Blessed from Below (Melancholy/Oppression/Longing), das Black-Metal-Einflüsse mit elektronischer Musik vermischt, verglich er mit Thorns.

## Rezeption
Mühlmann zufolge erweisen sich Satyr und Frost „nach ihrer zweijährigen Pause als glaubwürdige Musiker fernab des Konsens-Wischiwaschi-Hypes. Daß sich die Norweger allerdings derart radikal auf ihre Wurzeln besinnen würden, hätte ich nie gedacht.“ Blessed from Below (Melancholy/Oppression/Longing) bezeichnete er als „durchaus gelungenes Experiment, mit dem eingefleischte Schwarzwurzel-Fans allerdings ihre Probleme haben werden“. Adam Wasylyk von Chronicles of Chaos lobte Satyricons Version von INRI und empfahl den Kauf der EP, sofern der Preis gut sei.